# Tecnología en la Antigüedad

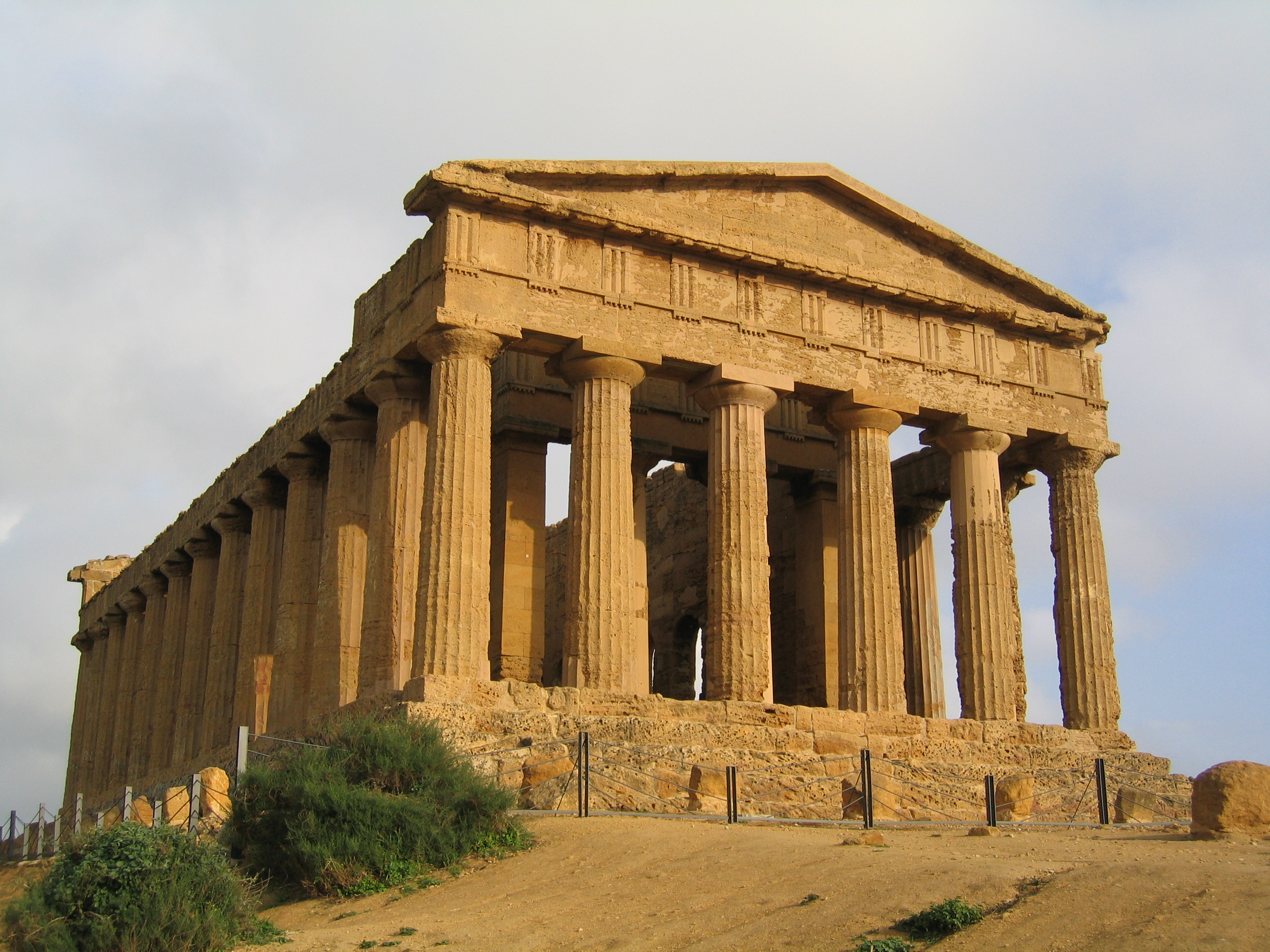
Templo de la Concordia en Agrigento

La tecnología en la Antigüedad en Europa hizo grandes progresos, especialmente a través del uso del hierro como material para fabricar armas y herramientas. La antigüedad clásica grecorromana es, por lo tanto, parte de la Edad del Hierro, que puede considerarse desde este punto de vista que duró al menos hasta la Revolución Industrial. Sin embargo, la utilización del bronce, conocido desde la Edad del Bronce, solo fue desplazado gradualmente.

## Agricultura y ganadería

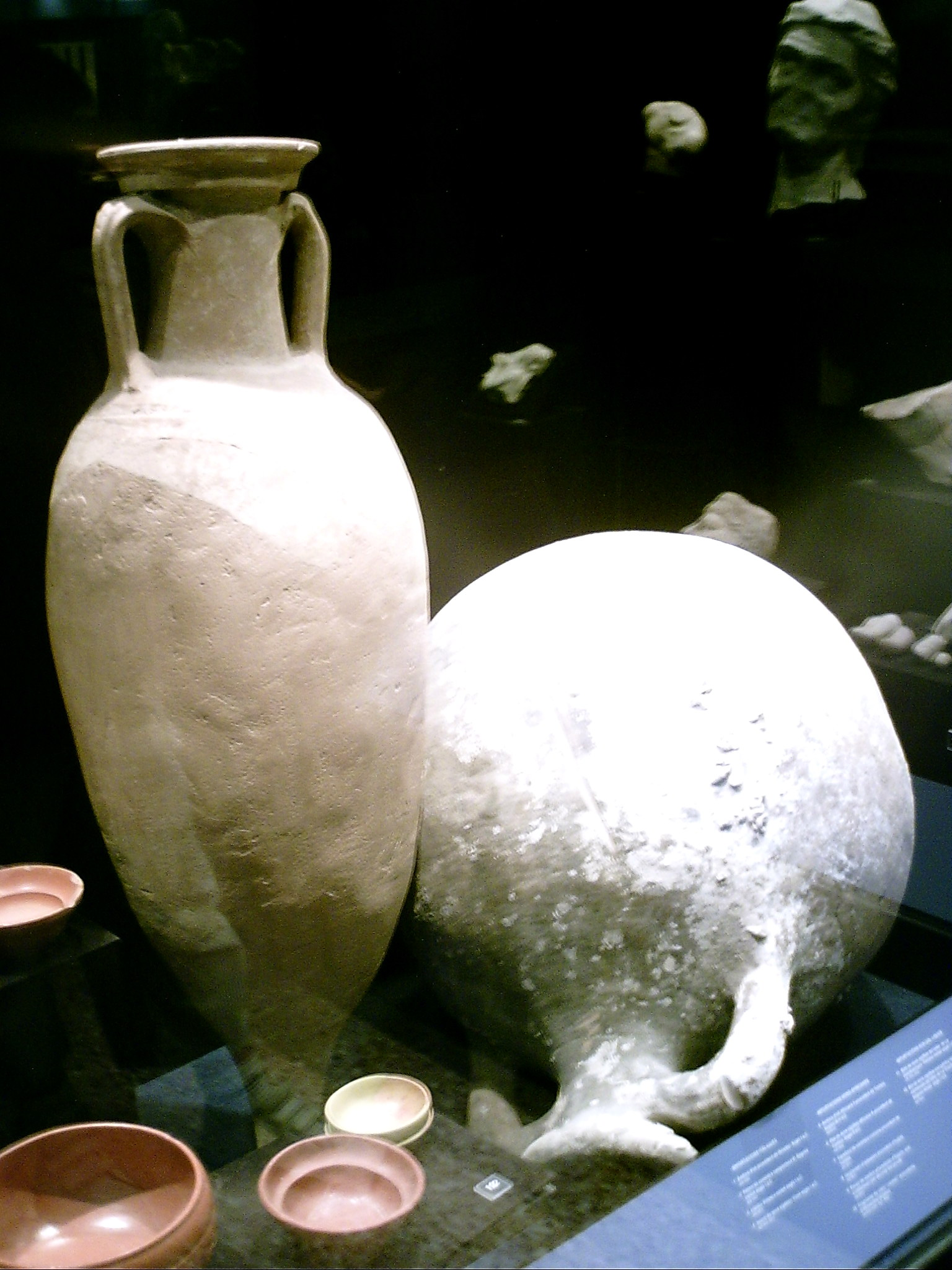
Ánforas romanas para el comercio de vino y aceite de oliva

La agricultura griega y romana del Mediterráneo se basaba en el cultivo de cereales, de la vid y del olivo. En la ganadería griega se seleccionaron razas de predominaban principalmente ovejas y cabras debido al carácter montañoso de la región. Se utilizaban bueyes como animales de tiro. Al norte de los Alpes también hay evidencia de cría de ganado a mayor escala. Unas de las primeras fuentes sobre agricultura son la Erga de Hesíodo y la Economía de Jenofonte.

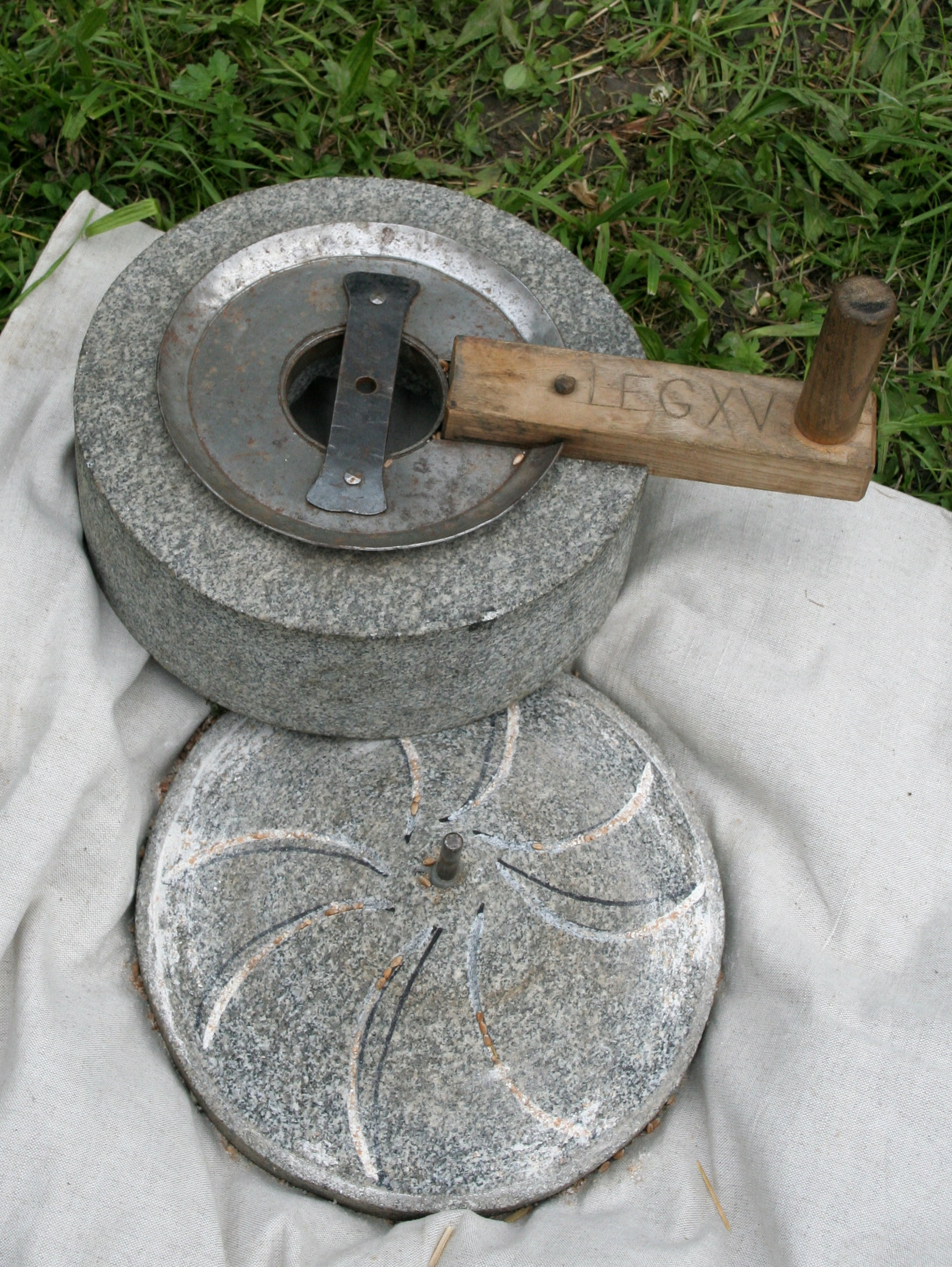
Réplica de un molino de mano romano

Esencialmente, se usaron los mismos equipos y herramientas para cultivar granos que en el neolítico. Con el arado, que normalmente era arrastrado por una yunta de bueyes, se podía abrir la capa superior del suelo y eliminar las malas hierbas, con la hoz se cosechaba el grano. Sin embargo, la reja del arado y la hoja de la hoz a menudo estaban hechos de hierro en lugar de madera o piedra. El trabajo esclavo estaba muy extendido en la agricultura: los esclavos incluso administraban las propiedades más grandes. La tierra en barbecho se araba en invierno o primavera. En otoño se sembraban las semillas justo antes del inicio de la temporada de lluvias, y se cosechaban en primavera. La cebada se cultivó por primera vez en Grecia, donde se usaba principalmente para hacer un pastel amasado sin levadura, llamado "maza". En la Antigua Roma, durante la época de la república, se generalizó el consumo del "far", un tipo de espelta identificado con el trigo de dos granos que se preparaba principalmente en forma de papilla. El trigo común, inicialmente un producto de importación que solo se podía aclimatar y adecuar para el cultivo en Grecia, con el tiempo se popularizó gradualmente. Todavía en el siglo IV a. C. se cultivaba casi diez veces más cebada que trigo. Después de que el trigo estuvo disponible en grandes cantidades, la cebada, que anteriormente también se había utilizado como grano forrajero, se consideró "alimento para pollos". De hecho, en la legión romana el rancho a base de cebada se usaba como castigo. La mitad de los campos se dejaban baldíos como tierras en barbecho, utilizándose el sistema conocido como rotación de cultivos. La molienda de granos ya era conocida en el antiguo Egipto. Estos molinos constaban de una piedra plana inferior y una superior que se movía hacia adelante y hacia atrás. La importante ciudad griega de Olinto fue el origen del molino de Olinto, en el que el grano se colocaba en una tolva desde la que caía en un espacio entre las ruedas del molino. Como resultado, el trabajo no tenía que interrumpirse con tanta frecuencia. También disponía de una larga palanca, lo que facilitaba su movimiento.
Se plantaron numerosos olivos para la producción de aceite de oliva. Ya se sabía que de una rama plantada crecía un árbol, lo que facilitaba el cultivo. Para extraer el aceite, se utilizaron almazaras que trituraban las aceitunas sin romper el hueso. A continuación, la pulpa resultante era prensada entre esteras de esparto.

## Minería

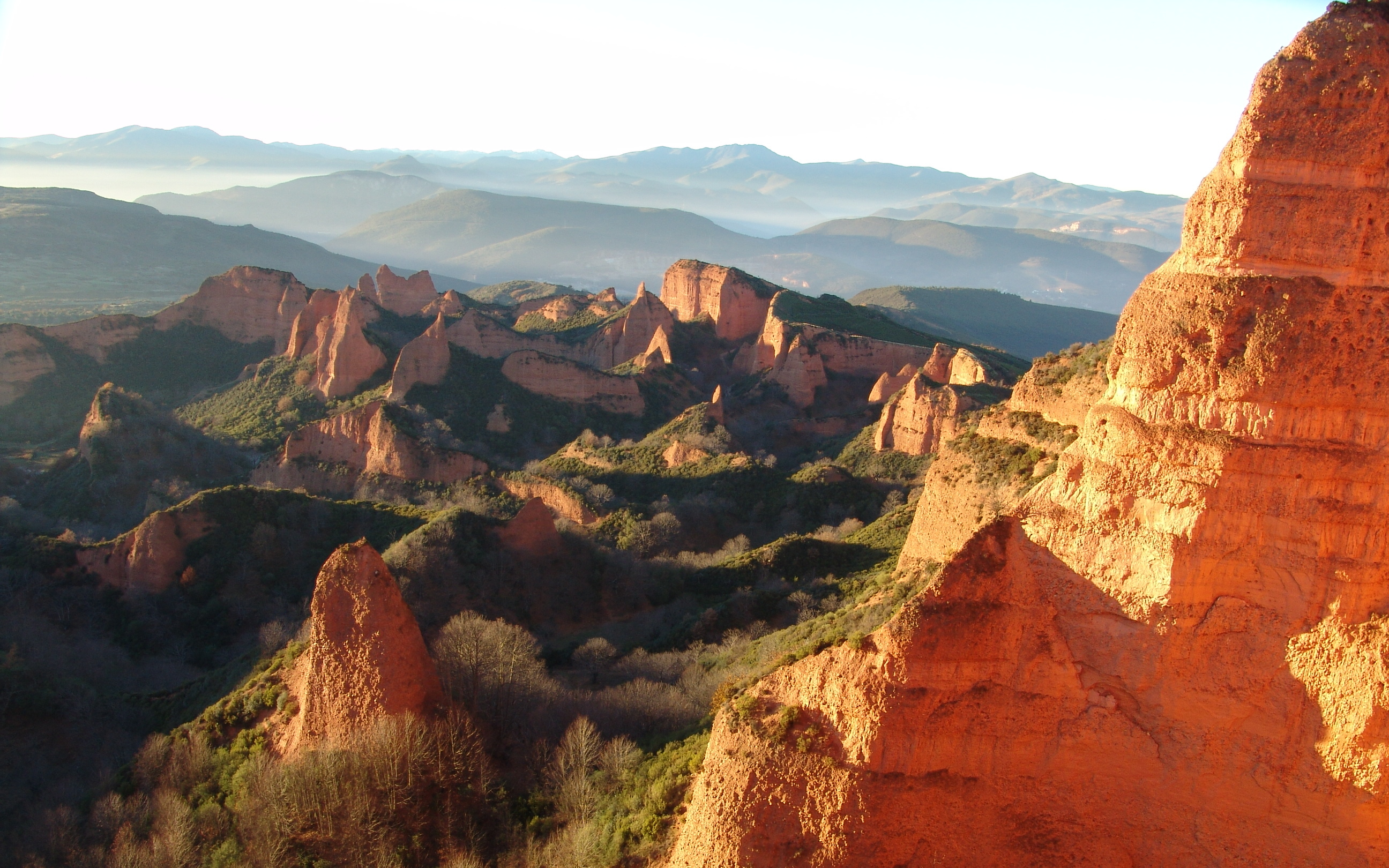
Explotación aurífera a cielo abierto en Las Médulas (España)

En las minas de la Edad del Bronce, la mayor parte de las galerías excavadas se dedicaron a la extracción de cobre, que se necesitaba para producir bronce. Los pozos alcanzaban solo unos pocos metros por debajo del nivel freático, ya que el agua que se infiltraba imposibilitaba los trabajos. En la antigüedad se buscaban principalmente metales nobles, especialmente plata, con los yacicmientos áticos de Lavrio conocidos ya en la Gracia clásica, y las minas del sur de España explotadas desde la época de los fenicios, que jugaron un papel destacado especialmente en la época romana. Para el drenaje de las galerías inundables se utilizaban ruedas hidráulicas o tornillos de Arquímedes, accionados día y noche por esclavos. También se construían pozos verticales para facilitar una adecuada ventilación a los numerosos esclavos que trabajaban en el subsuelo y para evacuar el humo generado por las lamparillas de aceite. Para dirigir y conducir el flujo de aire, se disponían puertas y se encendían fuegos que aspiraban aire debido a la presión negativa. Se alcanzaron profundidades de varios cientos de metros, incluyendo sistemas de bombeo de agua y de ventilación de las galerías. Las herramientas estaban hechas de hierro y ya no de piedra o de bronce. Se utilizaban prácticamente todas las herramientas preindustriales: picos, cinceles, martillos, cuñas, azadas y rastrillos. La mayoría estaban hechos de hierro templado, que tiene una resistencia similar a la del acero moderno. Para la minería, la roca primero se calentaba con fuego, luego se apagaba con agua o vinagre y finalmente se rompía con un pico o cincel ("minería por fuego"). Posteriormente, los esclavos sacaban el mineral de las galerías, lo trituraban y lo lavaban. A continuación, se obtenía el metal fundiendo las menas en hornos de leña o de carbón vegetal.

## Extracción y procesamiento de metales

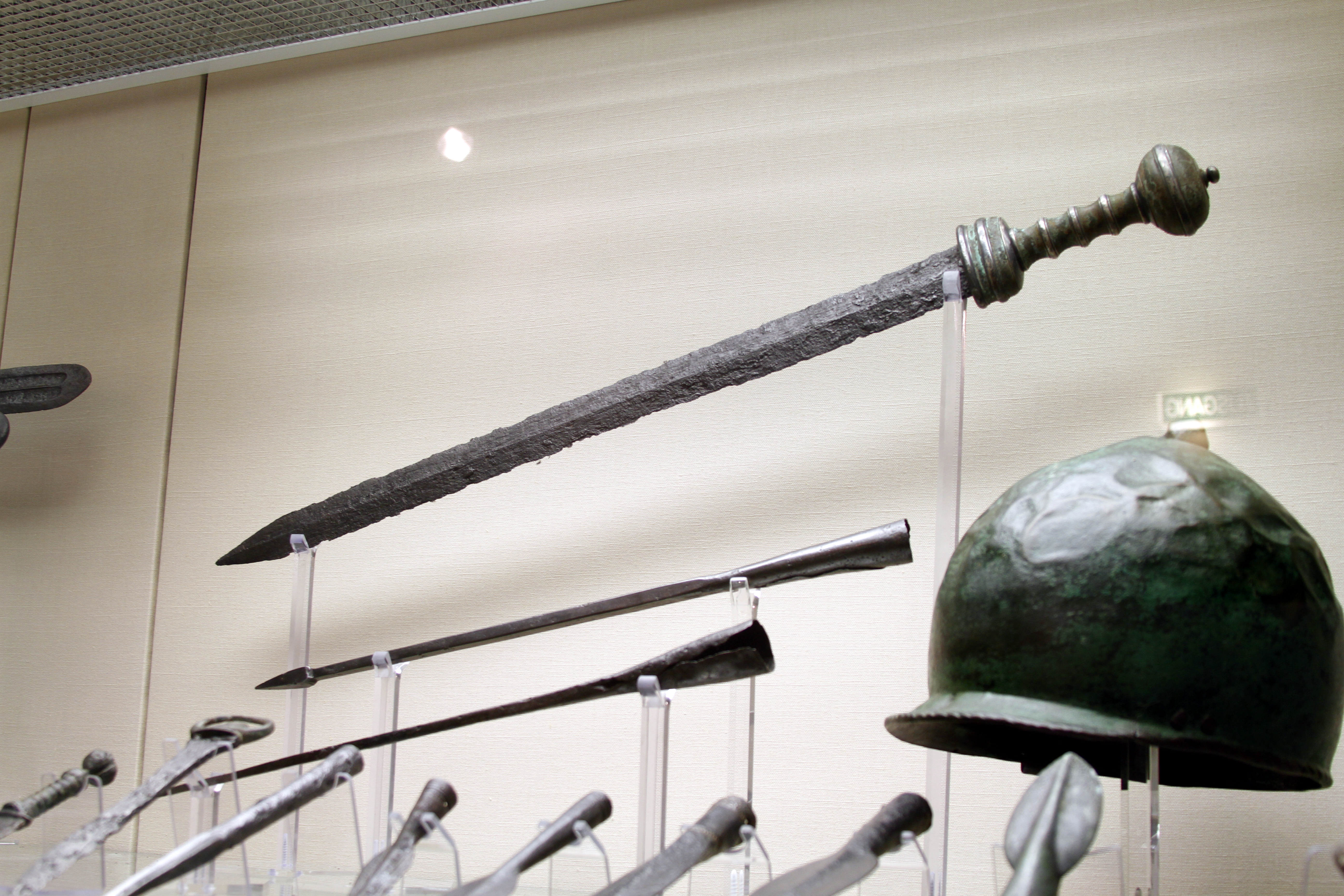
Armas de hierro romanas

A principios de la antigüedad, el bronce, una aleación de cobre con una proporción de estaño comprendida entre el 5 y el 10 %, se usaba principalmente para fabricar armas, armaduras y herramientas. Sin embargo, con el paso del tiempo, fue sustituido cada vez más por el hierro, un material mucho más duro y resistente. Sin embargo, el bronce, mucho menos susceptible a la corrosión que el hierro, se siguió utilizando durante mucho tiempo para determinados cometidos.
Las menas de cobre se fundían en hornos capaces de alcanzar unos 1100 °C, al que se agregaba estaño para formar bronce, que luego era procesado mediante forjado, martillado, repujado o vertido en moldes. Para producir armas, armaduras y herramientas, el bronce se forjaba principalmente en frío o se martillaba, ya que el material experimenta endurecimiento por deformación. El bronce tiene un punto de fusión de alrededor de 900 °C y es fácil de moldear, por lo que se usó principalmente para la fundición de estatuas y estatuillas. Los ejemplares más antiguos eran todavía piezas macizas relativamente pequeñas; pero más adelante se usaron moldes huecos para ahorrar material, siendo común el procedimiento del moldeo a la cera perdida. Las esculturas de bronce más grandes se moldeaban en varias partes que posteriormente se unían mediante soldadura blanda.
A diferencia del cobre, el hierro no existe en la naturaleza en forma metal nativo, sino solo como mineral. Las menas de hierro se procesaban en hornos similares a los utilizados con los minerales de cobre. Sin embargo, la temperatura necesaria para fundir el hierro no se alcanzó hasta la Edad Media. En los hornos antiguos, el mineral se convertía en hierro sólido y escoria líquida, que se sacaba fuera del horno bajo. Lo que quedaba era una esponja de hierro porosa, llamada lupa, que debía ser liberada de escoria y compactada mediante cinglado y forjado.

## Transporte terrestre y marítimo

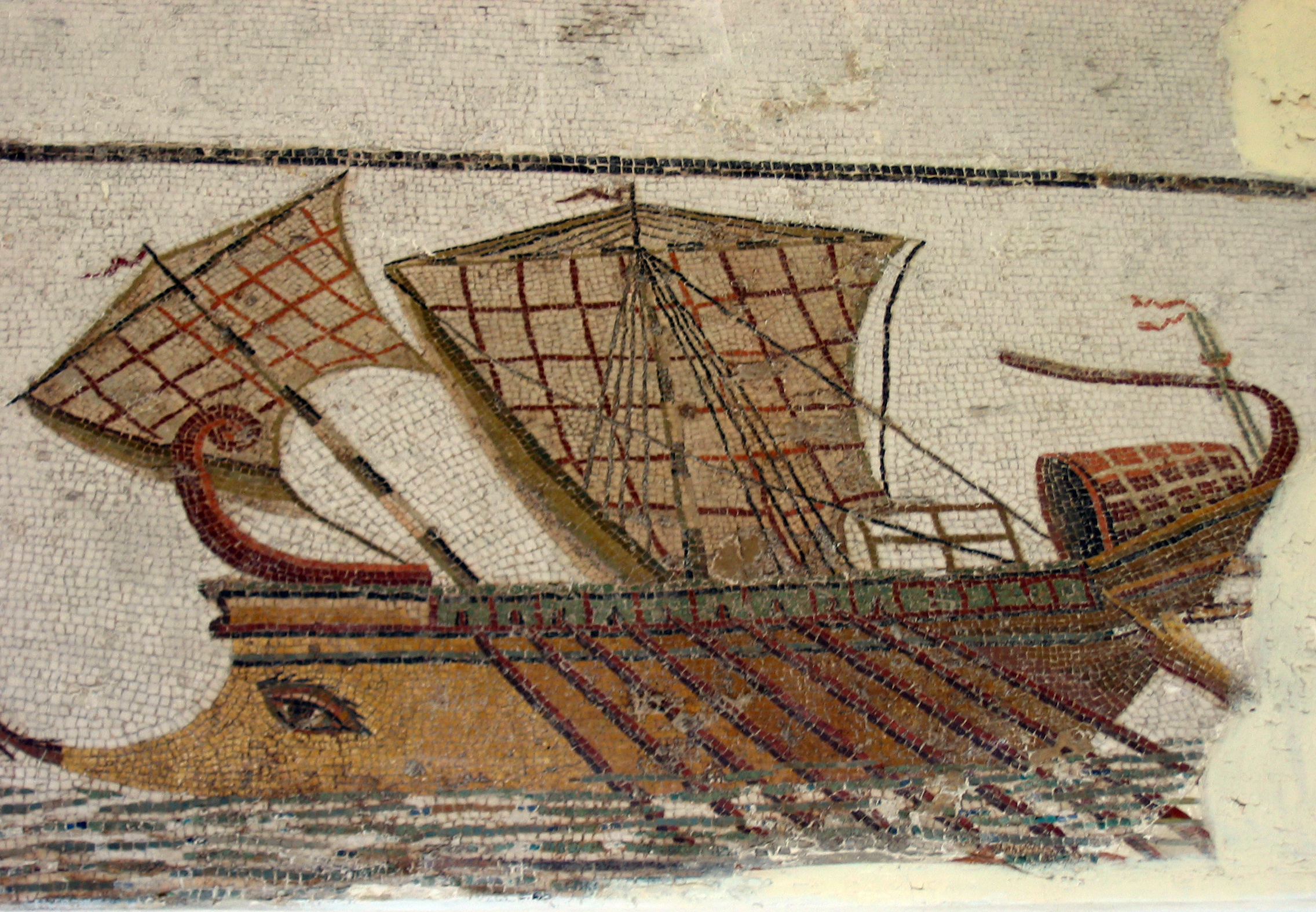
Mosaico con un trirreme romano

El transporte de larga distancia solía realizarse mediante embarcaciones, mientras que para los traslados locales de personas y mercancías se empleaban carruajes y carros. Las naves de guerra generalmente eran impulsadas por remeros. Las galeras griegas tenía un mástil y una vela, pero solo se usaban en tiempos de paz porque el viento no era un medio de impulsión fiable durante los combates. Los remeros intervenían para llevar a cabo diversas maniobras militares, como embestir barcos enemigos empleando un espolón en la proa. Las primeras galeras tenían una sola fila de remos a cada lado, pero posteriormente se construyeron con dos o tres. Los barcos militares eran principalmente largos y estrechos para alcanzar velocidades más altas. Las naves mercantes tenían formas más redondeadas para aumentar el espacio de carga disponible. Además, no contaban con remeros y siempre navegaban a vela.
Se conocían los carruajes de dos y de cuatro ruedas. Los diseños más comunes eran las ruedas con tan solo dos radios o con cuatro radios dispuestos en ángulo recto a cada lado del eje. Pero también se utilizaban ruedas macizas y de múltiples radios. En las regiones montañosas que carecían de caminos amplios y solo se disponía de senderos, las cargas se movían a lomos de bueyes, asnos y mulas.

## Ingeniería civil e infraestructura

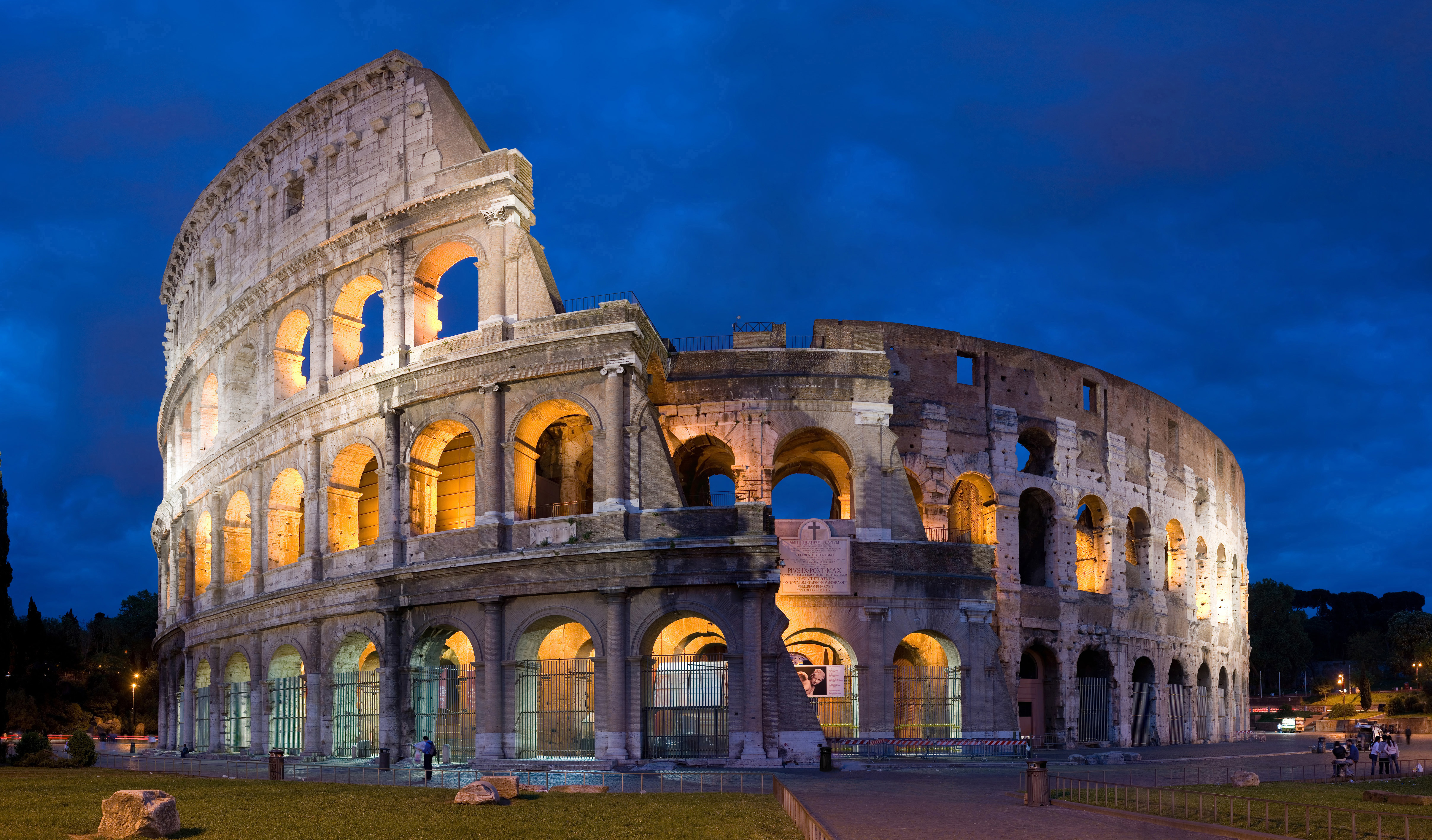
El Coliseo, arquetipo de la arquitectura romana

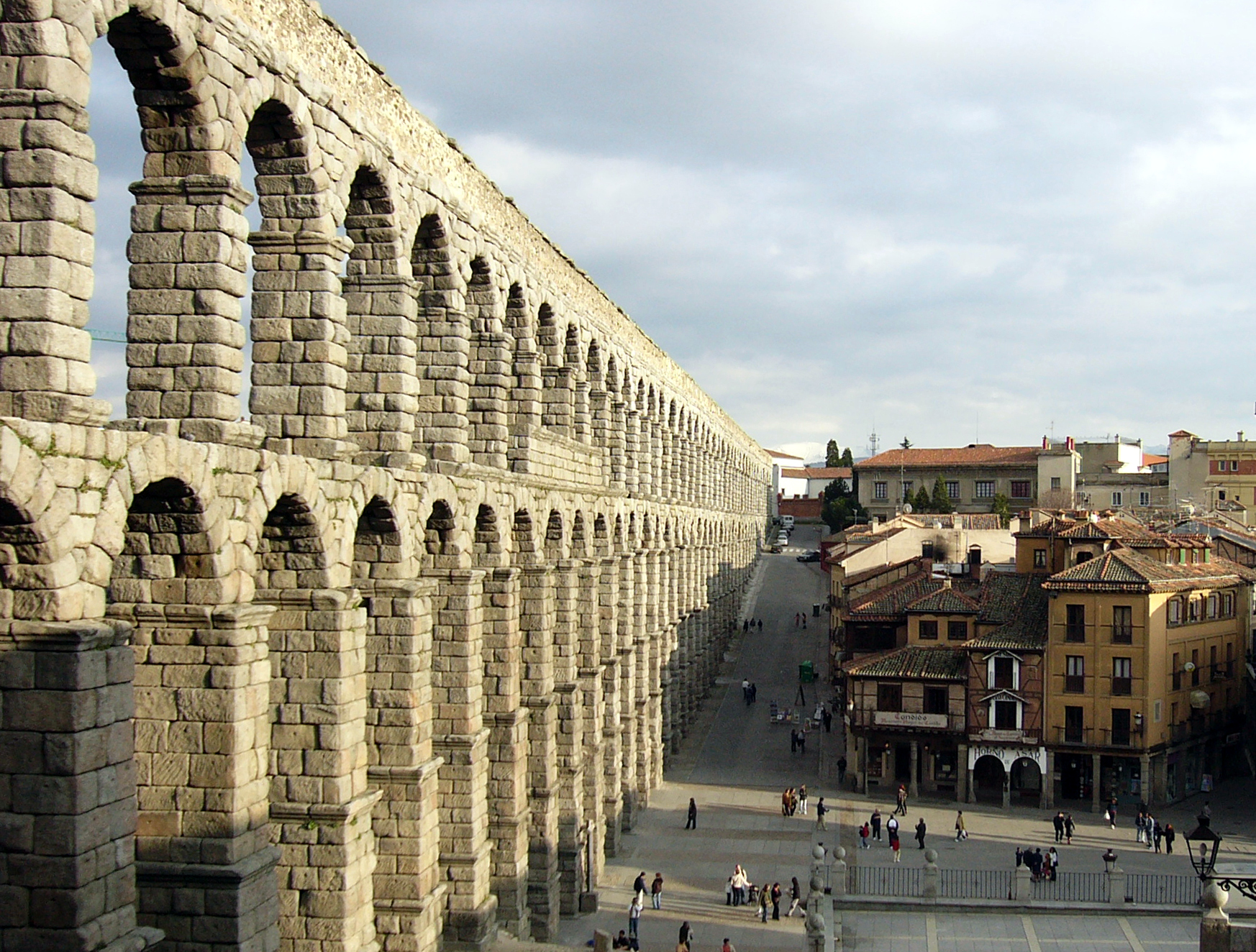
Obra de abastecimiento romana: el acueducto de Segovia

Los edificios se hicieron inicialmente de madera y ladrillos de arcilla secada al sol, aunque las construcciones de piedra se hicieron cada vez más comunes. Vitruvio y Plinio el Viejo escribieron libros de varios volúmenes sobre arquitectura e ingeniería de la edificación. En la época griega se levantaban las principales construcciones a base de piedras talladas aparejadas en seco, sin utilizar mortero. Se considera típica la construcción de los templos con pórticos de columnas como elementos decorativos y de soporte. En la época romana se comenzó a construir arcos, que podían dirigir mejor el peso de las paredes hacia los cimientos. Las bóvedas se utilizaban de una manera similar y permitían construir grandes estancias bajo techo sin necesidad de emplear columnas intermedias como elementos de soporte. Además, las estructuras romanas a menudo se construían con ladrillos cocidos y unidos con mortero. La mayor parte de la expansión de las antiguas infraestructuras urbanas también se remonta a los romanos. Construyeron numerosas calles empedradas y puentes de piedra para facilitar el movimiento de tropas y el comercio. Un gran número de acueductos y canales aseguraron el suministro de agua de las ciudades.

## Ingeniería militar

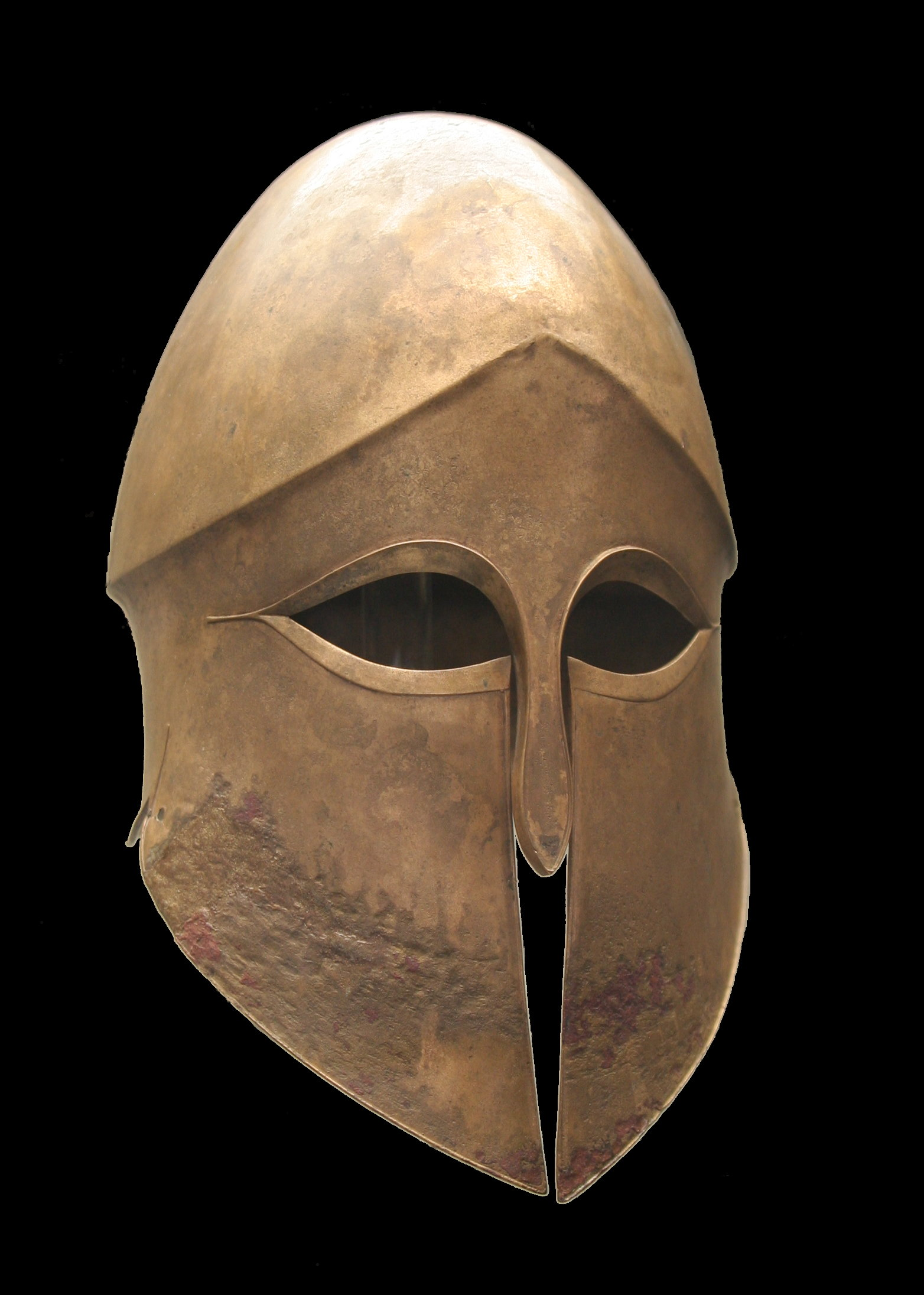
Casco corintio de bronce del, utilizado por las falanges griegas

En la época griega, el ejército estaba formado por hoplitas, soldados de a pie fuertemente armados que luchaban en varias filas. Estaban protegidos por yelmos, corazas, brazales y grebas de bronce, y grandes escudos de madera. Su arma principal era la lanza. Los soldados también estaban armados con dagas de hierro. Presentaban batalla alineados en varias filas, de forma que los soldados vecinos podían protegerse parcialmente entre sí con sus grandes escudos. Esta formación de batalla se denominó falange.
Casi todas las ciudades estaban protegidas por murallas y torres. A partir del siglo V a. C., las torres de asedio,  conocidas en Mesopotamia desde la Edad del Bronce, y una nueva arma ofensiva, la catapulta, fueron cada vez más utilizadas. Anteriormente, las ciudades estaban relativamente bien protegidas por sus murallas y podían resistir asedios durante mucho tiempo. Con las nuevas máquinas de asedio, ahora podían ser tomadas por asalto, como hizo Alejandro Magno en varias ocasiones.
En la época romana, las armaduras se fabricaban cada vez más con hierro, combinadas con cotas de malla y piezas de cierre para proteger las articulaciones. Los escudos ahora eran rectangulares. Las armas utilizadas eran una jabalina (pilum), que se lanzaba al enemigo al inicio del combate, así como una espada corta, conocida como gladius, y posteriormente una espada ancha, la spatha.

## Mecánica técnica

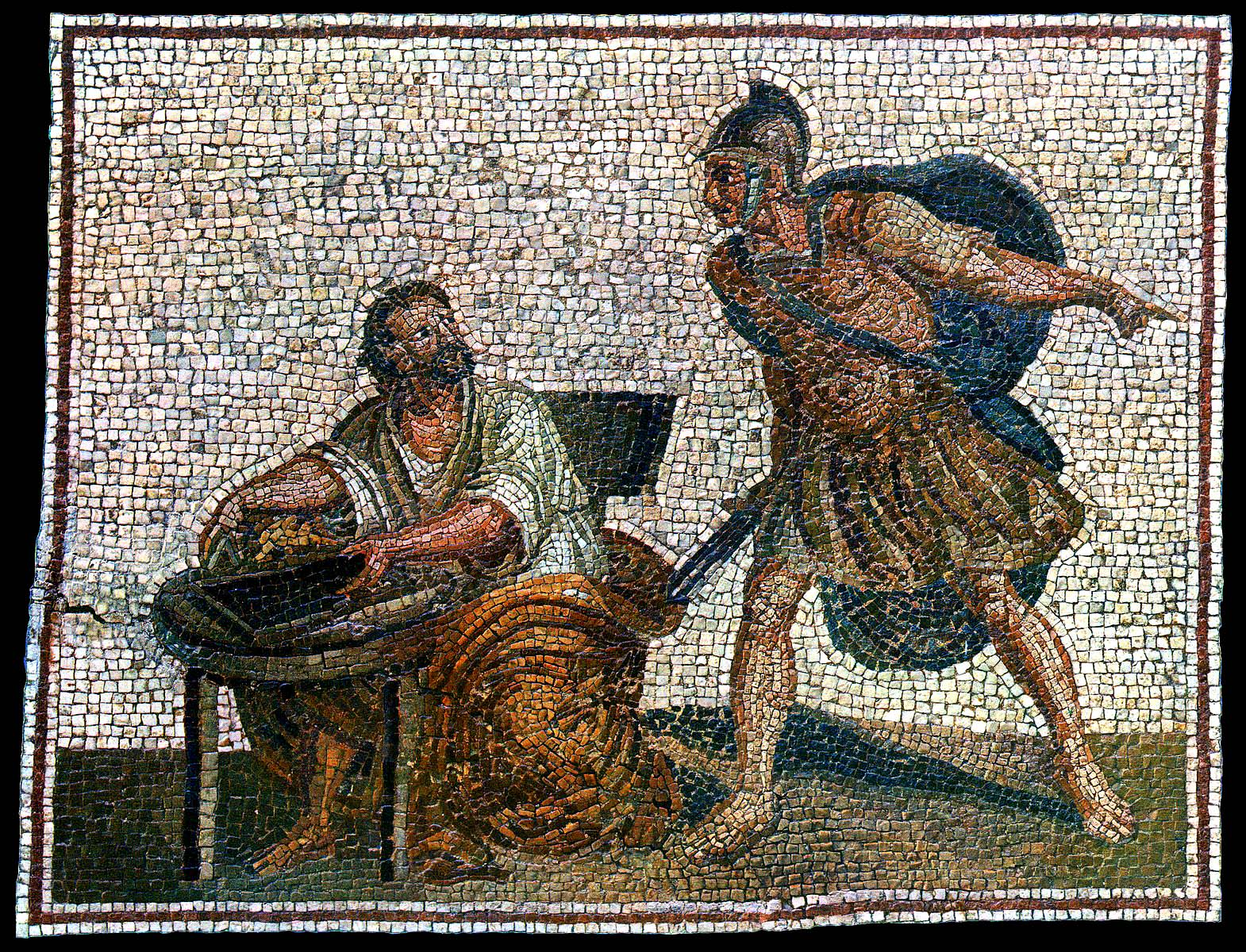
Mosaico romano que representa la muerte de Arquímedes

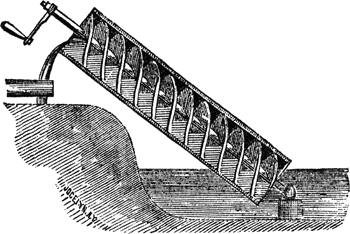
Tornillo de Arquímedes

La mecánica aplicada se fundó en la época griega. Ctesibio construyó una clepsidra, una bomba de aire y un reloj de agua y, por lo tanto, se lo considera el fundador de la hidráulica. Filón de Bizancio escribió un trabajo parcialmente conservado hasta hoy sobre estos temas. Herón de Alejandría construyó la eolípila, una esfera que podía girar impulsada por el flujo del vapor. Sin embargo, como la mayoría de las máquinas, se consideraba más una curiosidad que otra cosa, y no se aplicó como fuente de energía. También escribió una obra sobre mecánica en la que describe las máquinas simples: la palanca, el torno, la cuña, la polea y el tornillo. Para este último se describen dos aplicaciones: junto con un pasador que se desliza hacia adelante y hacia atrás en la rosca, o junto con un engranaje. Sin embargo, no se menciona la tuerca.
El mecánico más importante fue Arquímedes, en muchos aspectos adelantado a su tiempo. Se dice que inventó la balanza de brazo con contrapeso, el cabrestante con reducción y el tornillo de Arquímedes, es decir, inventos que realmente se utilizaron. Primero formuló correctamente la ley de la palanca y también estableció los principios básicos de la hidrostática, según cuenta la leyenda, cuando comprobó si una corona era de oro puro midiendo su densidad tras determinar su volumen observando el desplazamiento de agua que producía.
La mecánica antigua había sentado así con éxito las bases de una nueva ciencia que solo fue superada en los tiempos modernos. Sin embargo, poco había de nuevo: las palancas y los rodillos, por ejemplo, se conocían desde hacía mucho tiempo, pero no se habían analizado científicamente ni descrito matemáticamente. El gran logro de la antigüedad radica en el hecho de que fueron capaces de reducir las máquinas complejas a combinaciones de unas pocas máquinas simples y así explicarlas.